# 梅惠小片
梅惠小片， 是廣東省客家話的一個方言片， 主要流行於廣東省梅州地區， 惠州地區（博羅一些鄉鎮，惠陽一些鄉鎮等地）在香港新界地區如沙頭角，大埔，西貢等地也有使用。